# César/Bester Animationsfilm

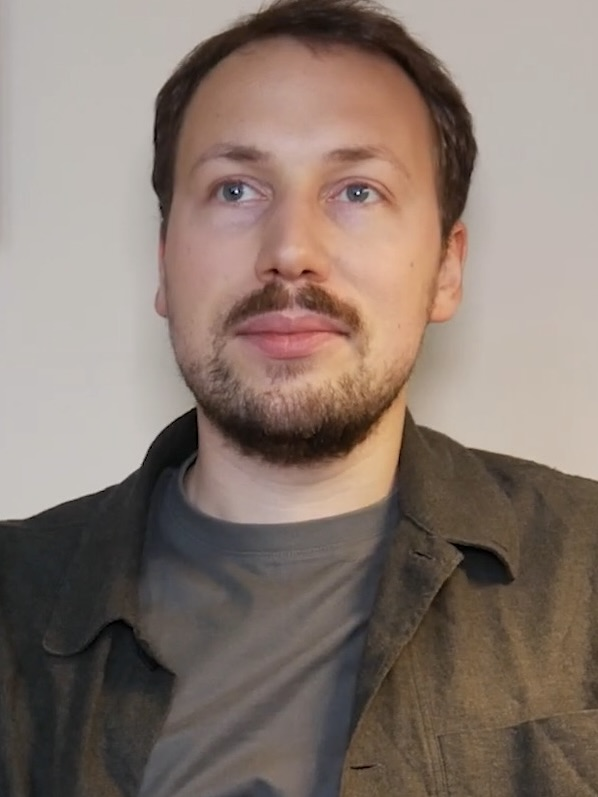
Preisträger 2025: Flow von Gints Zilbalodis

Der César in der Kategorie Bester Animationsfilm (Meilleur film d’animation) wird seit 2011 verliehen. Die Mitglieder der Académie des Arts et Techniques du Cinéma vergeben ihre Auszeichnungen für die besten Filmproduktionen und Filmschaffenden rückwirkend für das vergangene Kinojahr.
Von 2011 bis 2013 traten auch kurze Animationsfilme in dieser Preiskategorie an, konnten sich in jenen drei Jahren jedoch nicht gegen die Langfilme durchsetzen. Seit 2014 haben sie wieder eine eigene Preiskategorie: Bester animierter Kurzfilm (Meilleur court métrage d’animation), die es bereits in den Jahren 1977 bis 1990 gab.
Die unten aufgeführten Filme werden mit ihrem deutschen Verleihtitel (sofern vorhanden) angegeben, danach folgt in Klammern in kursiver Schrift der Originaltitel in der jeweiligen Landessprache und der Name des Regisseurs. Die Nennung des Originaltitels entfällt, wenn deutscher und Original-Filmtitel identisch sind. Die Gewinner stehen hervorgehoben an erster Stelle.

## 2010er-Jahre
2011
Der Illusionist (L’illusionniste) – Regie: Sylvain Chomet
- Arthur und die Minimoys 3 – Die große Entscheidung (Arthur et la guerre des deux mondes) – Regie: Luc Besson
- L’homme à la Gordini – Regie: Jean-Christophe Lie (Kurzfilm)
- Die Katze von Paris (Une vie de chat) – Regie: Jean-Loup de Felicioli
- Logorama – Regie: François Alaux, Hervé de Crécy und Ludovic Houplain (Kurzfilm)

2012
Die Katze des Rabbiners (Le chat du rabbin) – Regie: Joann Sfar und Antoine Delesvaux
- Le cirque – Regie: Nicolas Brault (Kurzfilm)
- Ein Monster in Paris (Un monstre à Paris) – Regie: Bibo Bergeron
- The Painting (Le tableau) – Regie: Jean-François Laguionie
- La queue de la souris – Regie: Benjamin Renner (Kurzfilm)

2013
Ernest & Célestine (Ernest et Célestine) – Regie: Benjamin Renner, Vincent Patar und Stéphane Aubier
- Die Abenteuer der kleinen Giraffe Zarafa (Zarafa) – Regie: Rémi Bezançon und Jean-Christophe Lie
- Edmond, der Esel (Edmond était un âne) – Regie: Franck Dion (Kurzfilm)
- Kiriku und die Männer und Frauen (Kirikou et les hommes et les femmes) – Regie: Michel Ocelot
- Oh Willy … – Regie: Emma de Swaef und Marc Roels (Kurzfilm)

2014
Loulou, l’incroyable secret – Regie: Éric Omond, Grégoire Solotareff
- Aya de Yopougon – Regie: Marguerite Abouet und Clément Oubrerie
- Ma maman est en Amérique, elle a rencontré Buffalo Bill – Regie: Marc Boréal und Thibaut Chatel

2015
Die Winzlinge – Operation Zuckerdose (Minuscule – La vallée des fourmis perdues) – Regie: Thomas Szabo und Hélène Giraud
- Jack und das Kuckucksuhrherz (Jack et la mécanique du cœur) – Regie: Mathias Malzieu und Stéphane Berla
- Die Melodie des Meeres (Song of the Sea) – Regie: Tomm Moore

2016
Der Kleine Prinz (The Little Prince) – Regie: Mark Osborne
- Adama – Regie: Simon Rouby
- April und die außergewöhnliche Welt (Avril et le monde truqué) – Regie: Christian Desmares, Franck Ekinci

2017
Mein Leben als Zucchini (Ma vie de courgette) – Regie: Claude Barras
- Das Mädchen ohne Hände (La jeune fille sans mains) – Regie: Sébastien Laudenbach
- Die rote Schildkröte (La tortue rouge) – Regie: Michael Dudok de Wit

2018
Le grand méchant renard et autres contes … – Regie: Benjamin Renner und Patrick Imbert
- Sahara – Regie: Pierre Coré
- Zombillénium – Regie: Arthur de Pins und Alexis Ducord

2019
Dilili à Paris – Regie: Michel Ocelot
- Asterix und das Geheimnis des Zaubertranks (Astérix: Le secret de la potion magique) – Regie: Alexandre Astier und Louis Clichy
- Pachamama – Regie: Juan Antin

## 2020er-Jahre
2020
Ich habe meinen Körper verloren (J’ai perdu mon corps) – Regie: Jérémy Clapin
- La fameuse invasion des ours en Sicile – Regie: Lorenzo Mattotti
- Die Schwalben von Kabul (Les Hirondelles de Kaboul) – Regie: Zabou Breitman und Éléa Gobbé-Mévellec

2021
Josep – Regie: Aurel
- Calamity – Martha Jane Cannarys Kindheit (Calamity, une enfance de Martha Jane Cannary) – Regie: Rémi Chayé
- Petit vampire – Regie: Joann Sfar

2022
Gipfel der Götter (Le sommet des dieux) – Regie: Patrick Imbert
- Im Himmel ist auch Platz für Mäuse (Myši patří do nebe) – Regie: Denisa Grimmová und Jan Bubeníček
- Die Odyssee (La traversée) – Regie: Florence Miailhe

2023
Ma famille afghane – Regie: Michaela Pavlatova
- Ernest et Célestine: Le voyage en Charabie – Regie: Jean-Christophe Roger und Julien Chheng
- Der kleine Nick erzählt vom Glück (Le petit Nicolas: Qu’est-ce qu’on attend pour être heureux?) – Regie: Amandine Fredon und Benjamin Massoubre

2024
Linda will Hühnchen! (Linda veut du poulet!) – Regie: Chiara Malta und Sébastien Laudenbach
- Interdit aux chiens et aux Italiens – Regie: Alain Ughetto
- Mars Express – Regie: Jérémie Périn

2025
Flow (Straume) – Regie: Gints Zilbalodis
- Das kostbarste aller Güter (La plus précieuse des marchandises) – Regie: Michel Hazanavicius
- Sauvages – Regie: Claude Barras